# Přívozy přes Labe v Německu

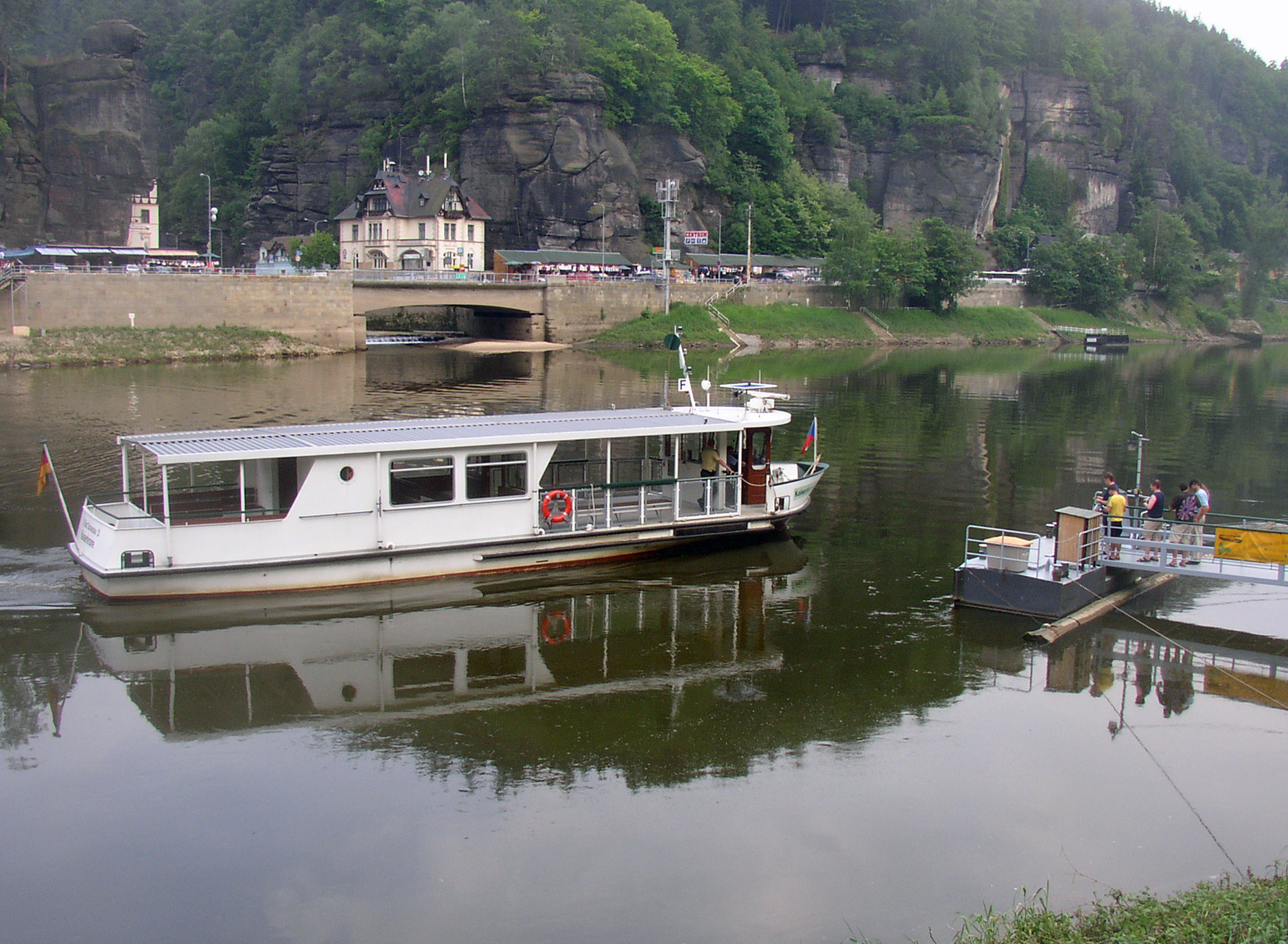
Přívoz mezi Hřenskem a Schönou je jediným vodním hraničním přechodem ČR.

Seznam přívozů na německé části Labe je podle možností řazen po směru toku. 
V Sasku je provozováno přes Labe kolem 30 převozních tras, z toho 19 v oblasti dopravního svazu Horní Labe (VVO, Verkehrsverbund Oberelbe), a to v tarifních zónách Dresden (TZ 10), Radebeul (TZ 52), Meißen (TZ 50), Pirna (TZ 70) a Bad Schandau (TZ 72). Mezi hranicí s Českem a Drážďany je na 52 kilometrů dlouhém říčním úseku 13 přívozů. V Saském Švýcarsku přívozy propojují železniční stanice na levém břehu se sídly na pravém břehu Labe a s turisticky atraktivními skalními oblastmi. Doprava je zajišťována především krytými osobními motorovými loděmi. Některé přívozy (Pillnitz, Niedermuschütz) umožňují i přepravu automobilů. Některé z přívozů jsou kombinované i s podélnou plavbou po řece.

## Seznam přívozů v Sasku
- F1 - Schöna – Hřensko: Jedná se o přeshraniční přívoz přes Labe, jsou nutné doklady pro přechod hranice. Provozovatelem je Oberelbische Verkehrsgesellschaft Pirna-   Sebnitz mbH (Hornolabská dopravní společnost). Celodenně a celoročně, osoby a jízdní kola. Platit je možno v české i evropské měně. Na rozdíl od dalších blízkých přívozů není tento přívoz součástí drážďanského integrovaného dopravního systému Horní Labe (VVO).[2]
- F2 - Schmilka-Hirschmühle – Schmilka (VVO, zóna 72, OVPS – Hornolabská dopravní společnost)
- F3 - Krippen – Postelwitz (VVO, zóna 72, OVPS – Hornolabská dopravní společnost)
- F4 - Bad Schandau Labské nábřeží – Krippen (VVO, zóna 72, OVPS – Hornolabská dopravní společnost)
- Bad Schandau Labské nábřeží – Born (VVO, zóna 72, OVPS – Hornolabská dopravní společnost) přívoz zobrazen pouze ve schématu, mezi jízdními řády chybí
- F5 - Bad Schandau Labské nábřeží – Bad Schandau nádraží (VVO, zóna 72, OVPS – Hornolabská dopravní společnost)
- Bad Schandau město – Postelwitz (Krippen) – Schmilka – Schöna (podélná plavba 5× denně, neplatí tarif VVO, OVPS – Hornolabská dopravní společnost)
- F6 - Königstein Reißigerplatz (nádraží) – Königstein Halbestadt (VVO, zóna 72 a 70, OVPS – Hornolabská dopravní společnost)
- F7 -  Rathen nádraží – Oberrathen (není zařazen do VVO, provozuje město)
- F8 - Stadt Wehlen nádraží (Pötzscha) – Stadt Wehlen tržiště (VVO, zóna 70 a 72, OVPS – Hornolabská dopravní společnost)
- Wehlen–Bastei, převozní parník provozovaný jako turistická atrakce. OVPS – Hornolabská dopravní společnost.
- F9 - Pirna Staré Město – Pirna-Copitz (VVO, zóna 70, OVPS – Hornolabská dopravní společnost)
- F10 -  Heidenau – Birkwitz (VVO, zóna 70 a 10, OVPS – Hornolabská dopravní společnost)
- F14 - Dresden, Pillnitz – Kleinzschachwitz (VVO, zóna 10 a 70, Dresdner Verkehrsbetriebe AG). Převáží i automobily.
- F16 - Dresden, Laubegatz – Niederpoyritz (VVO, zóna 10, Dresdner Verkehrsbetriebe AG)
- F17 - Dresden, Johannstadt – Neustadt (VVO, zóna 10, Dresdner Verkehrsbetriebe AG)
- F24 - Coswig-Kötitz – Gauernitz (VVO, zóna 50 a 51, Fährbetrieb Kramer)
- F25 - Coswig-Brockwitz – Scharfenberg(VVO, zóna 50)
- F27 - Kleinzadel – Niedermuschütz (Zehren) (VVO, zóna 50, Fährbetrieb Kramer), převáží i automobily
- F28 - Niederlommatzsch – Diesbar-Seußlitz (VVO, zóna 41, 40 a 50, Fährbetrieb Kramer)
- F29 - Riesa – Promnitz (nezařazen do VVO, provozuje Stadtwerke Riesa, od 1. 10. 2006 ESAM – Energieservice- und Arealmanagement GmbH). Doložen od roku 1197.
- F30 - Strehla – Lorenzkirch (nezařazen do VVO, provozuje asi město Strehla)

## Další labské přívozy

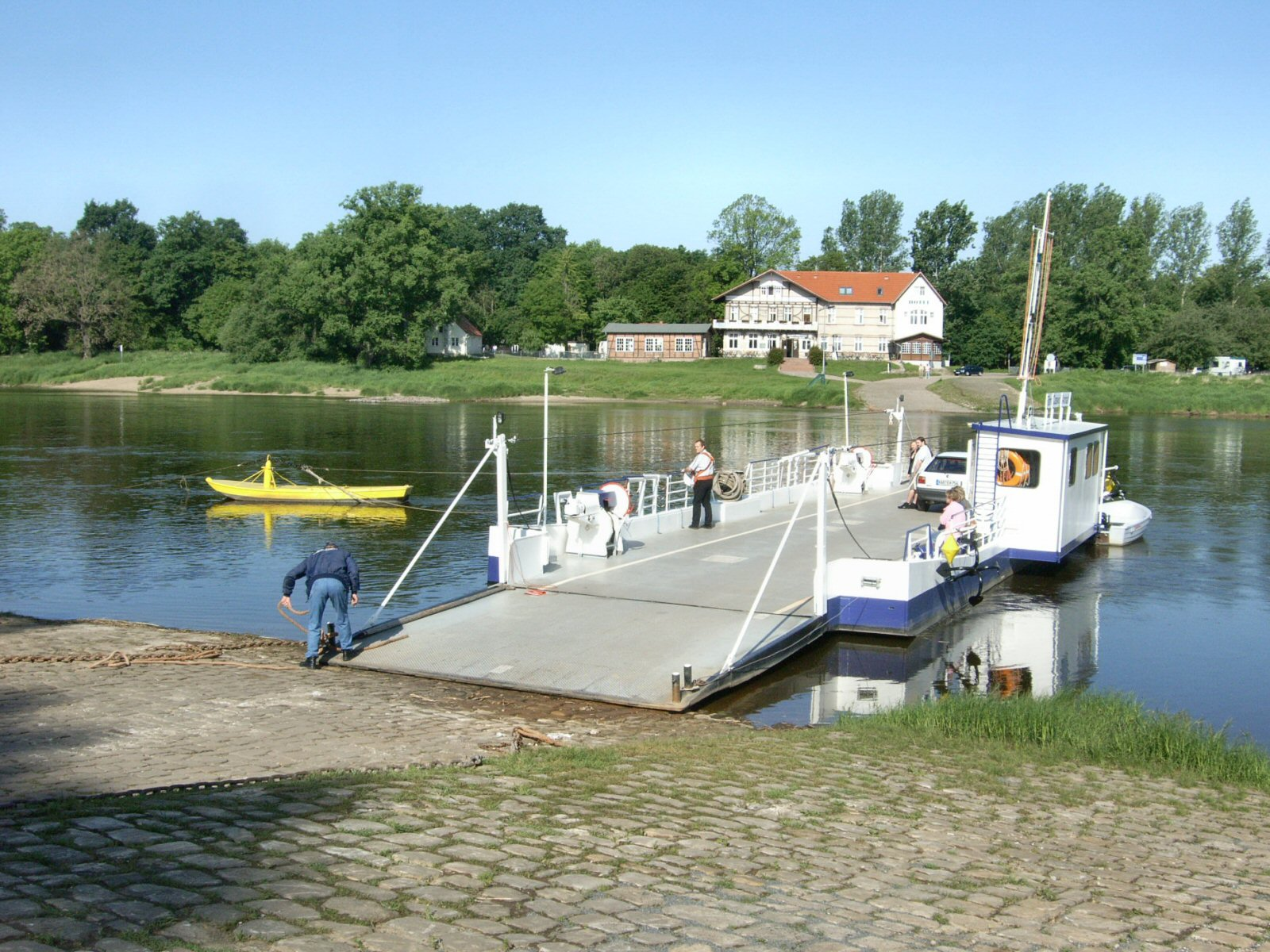
Přívoz v Coswigu v Anhaltsku

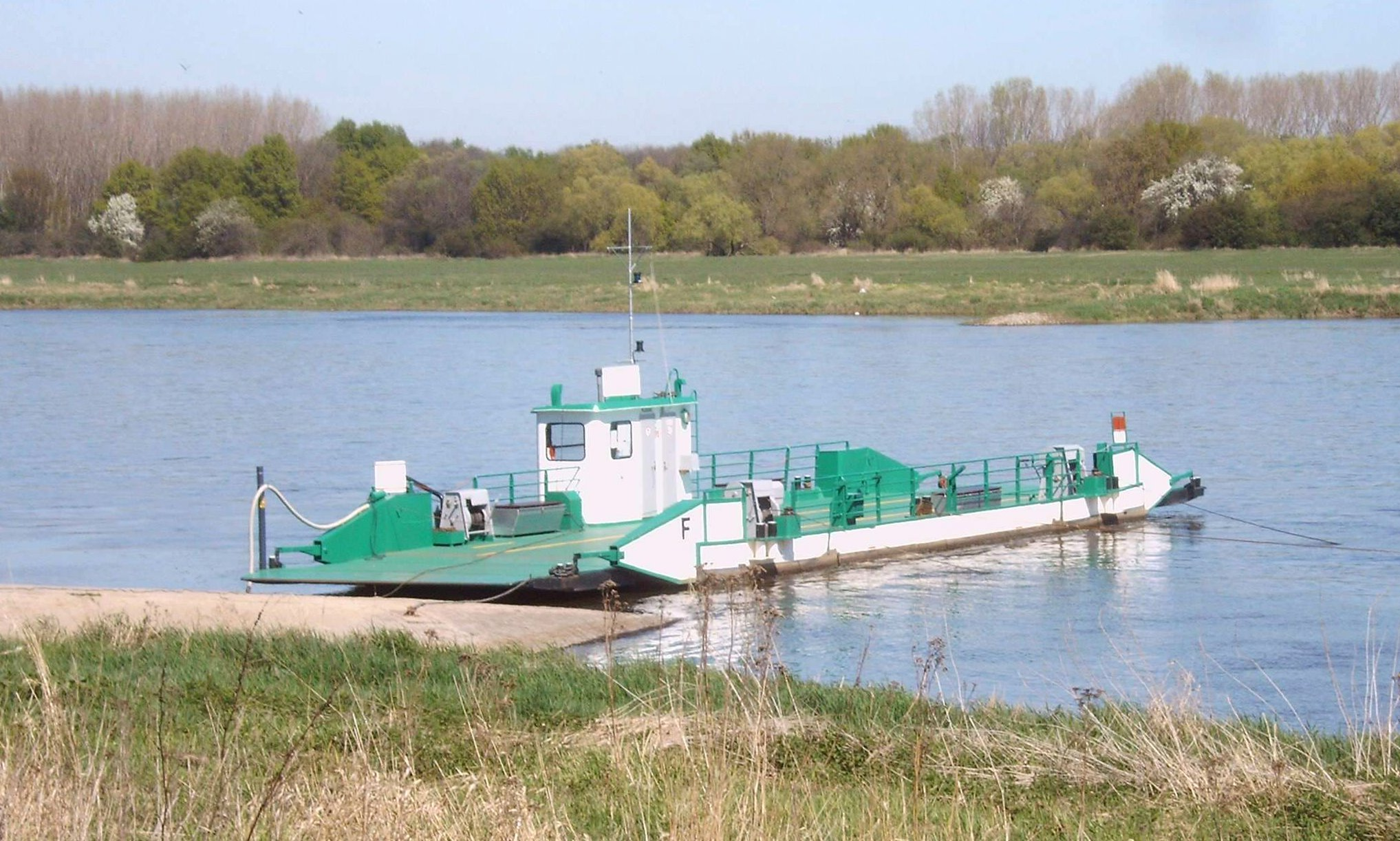
Přívoz v magdeburské čtvrti Westerhüsen

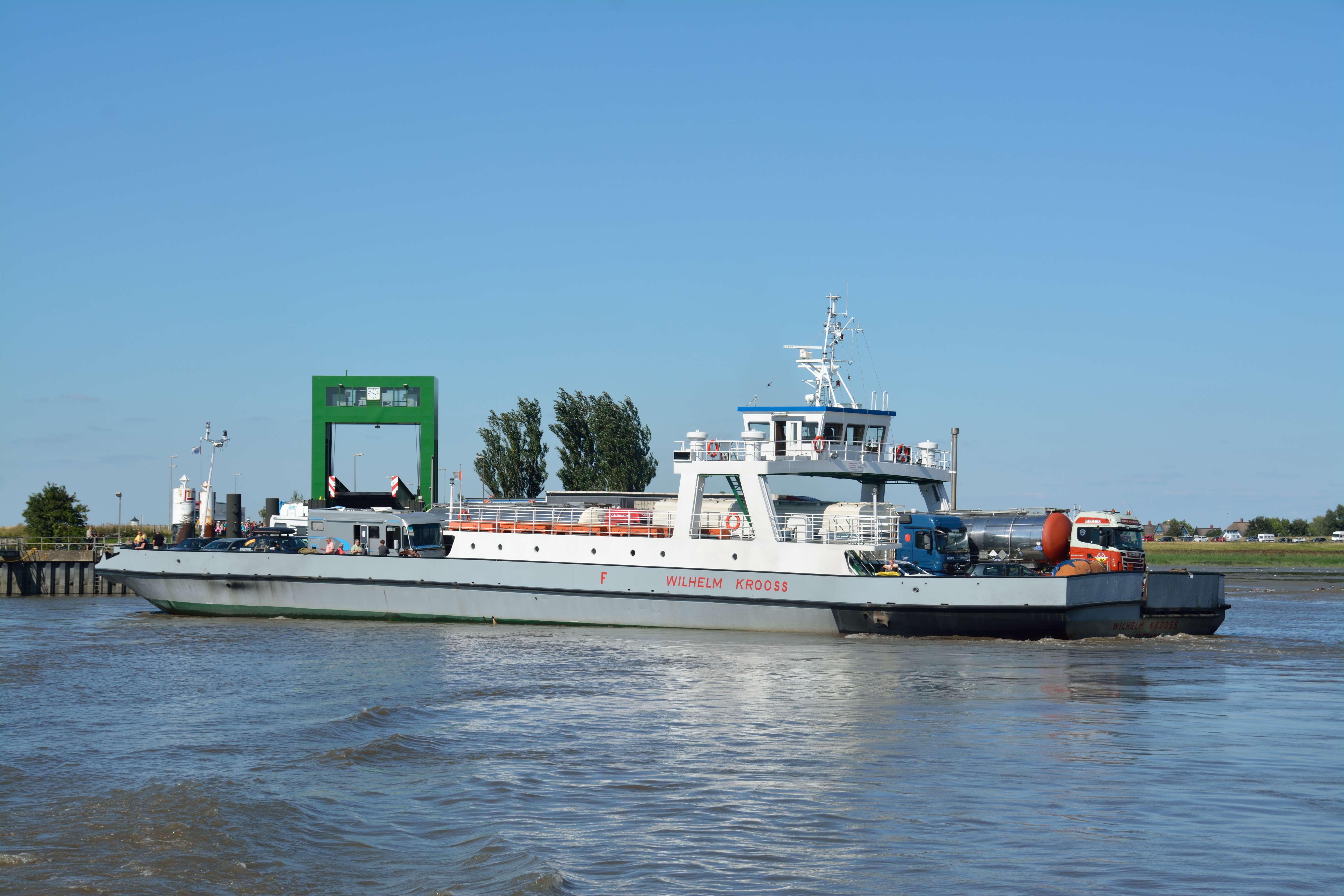
Přívoz Glückstadt–Wischhafen

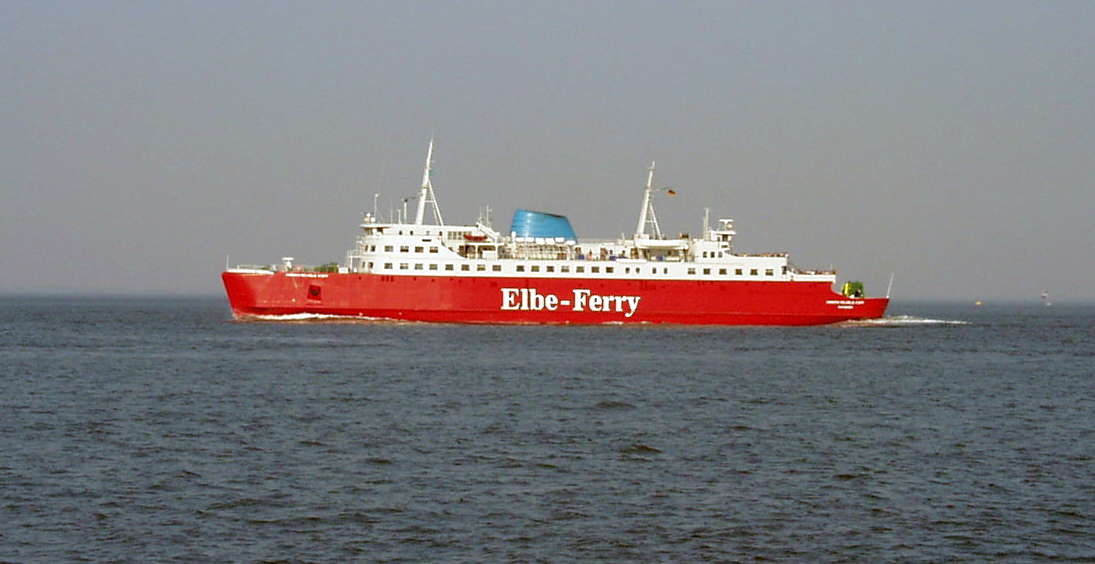
Poslední labský přívoz, Cuxhaven – Brunsbüttel

- Mühlberg
- Belgern
- Dommitzsch – Prettin
- Pretzsch
- Elster
- Coswig
- Brambach
- Aken
- Breitenhagen - Tochheim
- Barby – Ronney
- Westerhüsen – Kreuzhorst
- Magdeburg-Buckau
- Rogätz-Schartau
- Grieben – Ferchland
- Sandau
- Räbel (Werben) – Havelberg
- Schnackenburg – Lütkenwisch
- Pevestorf – Lenzen
- Hitzacker – Bitter
- Darchau – Neu Darchau
- Brackede – Boizenburg
- Hoopte – Hamburg Zollenspieker
- Lühe – Schulau
- Wischhafen – Glückstadt
- Kanalfähre Brunsbüttel
- Cuxhaven – Brunsbüttel

## Seznam přívozů poháněných silou proudu
Běžné přívozy upoutané na laně zavěšeném nebo ponořeném napříč řekou se koncem 19. století dostávaly do konfliktu s nákladní říční paroplavbou. Kolesové parníky nebyly schopny utáhnout větší počet vlečných člunů proti proudu, proto byl do říčního koryta položen tažný řetěz, po kterém parní loď šplhala proti proudu.Na přídi byl průběžný řetěz vytažen z vody, veden přes poháněcí kladky a buben a na zádi opět klesal do vody. Řešením přívozu bez motorového pohonu bylo upoutání prámu k reakčnímu lanu zakotvenému uprostřed řeky. Směr pohybu napříč řekou se řídí natočením plavidla vůči směru proudu. Lano má tvar Y s dlouhou stopkou, jedno rameno je upevněno k přídi a druhé k zádi a v nejjednodušším případě se orientace lodi vůči proudu řídí navíjením a povolováním lana na vinšnu.
Podle dostupných informací  je na německém Labi zachován největší počet přívozů využívajících tohoto řešení. Vodící lano bývá značeno žlutou bójí, protože představuje nebezpeční pro plavbu, a to i pro sportovní a turistické lodě. Lehké plavidlo zatlačené silou proudu do lana se obvykle převrhne a v nejhorším případě může uvěznit posádku. U těchto přívozů je nutné plout při opačném břehu než se právě nachází přívoz. Reakční lano je ukotveno mimo hlavní plavební dráhu.
Jde o přívozy Rathen, Niedermuschütz, Strehla, Belgern, Prettin, Pretzsch, Elster, Coswig, Aken, Breitenhagen, Barby, Magdeburg-Westerhüsen, Arneuburg, Sandau, Räbel.